# Glosäng
Glosäng är en by i Granhults socken i Uppvidinge kommun i Småland, nordväst om Lenhovda och alldeles bredvid riksväg 31. I närheten av Glosäng ligger Granhults kyrka.